# San Francisco Cajonos
San Francisco Cajonos è un comune del Messico, situato nello stato di Oaxaca.